# 马沙尔·埃萨·巴尔沙姆
马沙尔·埃萨·巴尔沙姆（阿拉伯语：‎；1998年2月14日—），是一名卡塔尔足球運動員，司職门将。現效力於卡塔尔星级足球联赛俱樂部萨德，也代表卡塔尔国家足球队。

## 荣誉

### 俱乐部
萨德
- 卡塔尔星级足球联赛冠军：2018/19赛季、2020/21赛季、2021/22赛季
- 卡塔爾酋長盃冠军：2020、2021
- 卡塔尔杯冠军：2020、2021
- 卡塔爾星盃冠军：2019/20赛季
- 卡塔爾謝赫賈西姆盃冠军：2019

### 国家队
- 國際足協阿拉伯盃季军：2021